# Остановка сердца
Остано́вка се́рдца — внезапное и полное прекращение эффективного сердцебиения с наличием или отсутствием биоэлектрической активности. Представляет смертельную опасность, вызывая гипоксию.

## Причины
Причины прекращения эффективной деятельности сердца различны, но есть наиболее частые из них:
Основные факторы
- Фибрилляция желудочков — около 90 % всех случаев;
- Асистолия желудочков — около 5 % всех случаев;
- Желудочковая пароксизмальная тахикардия с отсутствием пульса на крупных сосудах;
- Электромеханическая диссоциация — электрическая активность в виде ритмичных комплексов QRS без соответствующих сокращений желудочков;
- Как проявление синдрома слабости синусового узла.

Дополнительные факторы
- Ишемия;
- Острая обструкция кровообращения;
- Миокардит;
- Кардиомиопатия;
- Гиповолемия;
- Гипоксия;
- Метаболические изменения;
- Гипотермия;
- Гипо-/гиперкалиемия;
- Напряжённый пневмоторакс;
- Тампонада сердца;
- Токсины;
- Тромбоэмболия лёгочной артерии;
- Острая гиперкальциемия.

Косвенные факторы
- Курение;
- Злоупотребление алкоголем;
- Чрезмерная нагрузка на сердце;
- Злоупотребление наркотическими веществами;
- Возраст;
- Генетические;
- Ожирение.

## Последствия
Со стороны ЦНС
Потеря сознания наступает обычно не сразу, а через 10-20 секунд от начала фибрилляции или асистолии желудочков, по этой причине человек может ещё совершать простые действия даже после остановки сердца.
Со стороны дыхательной системы
Редкое агональное дыхание с остановкой через 2 минуты после потери сознания.
Со стороны кровеносной системы
Постепенная остановка кровообращения.
Со стороны мышечной системы
Возможно появление тоникоклонических судорог через 15-30 секунд после утраты сознания.
Со стороны зрительной системы
Расширение зрачков через 2 минуты с утратой реакции на свет.
Со стороны покровной системы
Быстро нарастающее изменение окраски кожных покровов в виде цианоза или бледности.
Общее
После потери сознания и остановки дыхания наступает клиническая смерть, развивается гипоксия в органах и тканях.

## Первая помощь
Первая помощь при остановке сердца — сердечно-лёгочная реанимация: наружный массаж сердца и искусственное дыхание (два вдувания через каждые 30 нажатий). При большинстве остановок сердца имеет место фибрилляция желудочков, которая может быть купирована электрической дефибрилляцией с помощью автоматического либо ручного, наружного дефибриллятора. Вероятность удачной дефибрилляции снижается со временем, примерно на 2—7 % каждую минуту, но первая помощь замедляет этот процесс, отодвигая развитие асистолии.

## Врачебная помощь
- Непрямой массаж сердца и экстренная дефибрилляция. Её применение без предварительного ЭКГ-контроля оправдано тем, что более чем в 90 % случаев причина остановки сердца — фибрилляция желудочков:
  - взрослым наносится разряд 360 Дж при монофазном импульсе и 150—200 при бифазном импульсе. Далее — повышается на 50 Дж за разряд, максимальная величина импульса — 360 Дж;
  - детям, при условии хорошего контакта с поверхностью грудной клетки, применяют электроды наибольших размеров (не только детские). Сначала дефибрилляцию проводят разрядом 2 Дж/кг, потом его увеличивают до 4 Дж/кг.
- ИВЛ (мешком Амбу, аппаратное дыхание);
- 100%-й кислород при помощи маски или через эндотрахеальную трубку;
- Катетеризация периферической вены до трёх попыток, при неуспешности — установка внутрикостного катетера (постановка ЦВК не рекомендуется);
- Неотложная лекарственная терапия:

Препараты: лидокаин (аналог амиодарона), атропин и эпинефрин (адреналин) можно ввести через эндотрахеальную трубку с 10 мл 0,9%-го раствора натрия хлорида или стерильной воды при неуспехе постановки катетера. Для внутривенного введения используется эпинефрин 1 мл = 1 мг (при разведении 1:10 000) 0,1 мл = 0,1 мг (при разведении 1:1000), амиодарон (кордарон) 300 мг после третьего разряда дефибриллятором при продолжающейся фибрилляции желудочков, далее — 150 мг после 5-го, 7-го и далее разрядов, лидокаин вводится из расчёта 1 мг/кг массы тела, максимальная доза — 10 мг/кг, атропин применяется при рефрактерной брадикардии и не входит в список препаратов, применяемых даже при расширенной реанимации.

### Последовательность действий
При пароксизмальной желудочковой тахикардии с отсутствием пульса на центральных артериях и фибрилляции желудочков мероприятия необходимо проводить в нижеперечисленной последовательности:
- Дефибрилляция до трёх раз последовательно 4,5—5,5—7,5 кВ (соответственно 200, 300 или 360 Дж);
- Проверить наличие электрической активности на кардиоскопе;
- После каждого введения ЛС проводят непрямой массаж сердца в течение 30—60 с и повторяют дефибрилляцию разрядом 7—7,5 кВ (360 Дж);
- Необходим контроль электрической активности миокарда и пульса после каждого последующего мероприятия;
- Эпинефрин — 1 мг в/в струйно; при отсутствии эффекта его следует вводить повторно через каждые 3—5 мин. Повторно эпинефрин можно ввести в средних (2—5 мг) или высоких (0,1 мг/кг) дозах;
- Амиодарон (кордарон) 300 мг в/в медленно после третьего разряда дефибриллятором при продолжающейся фибрилляции желудочков, далее — 150 мг после 5-го, 7-го и далее разрядов, максимальная суточная доза 1200 мг;
- Лидокаин — 1,5 мг/кг (болюс от 80 до 120 мг) в/в, затем в/в капельно в течение 5 мин до общей дозы 3 мг/кг, только при отсутствии амиодарона;
- Бретилия тозилат — 5 мг/кг в/в струйно, затем в/в капельно в течение 5 мин до общей дозы 10 мг/кг;
- Магния сульфат — 1—2 мг в/в при подозрении на тахикардию типа «пируэт», рефрактерную желудочковую пароксизмальную тахикардию или фибрилляцию;
- Прокаинамид — 30 мг/мин в/в при рефрактерной желудочковой фибрилляции или тахикардии (максимальная доза — 17 мг/кг);
- Натрия гидрокарбонат — 1 мэкв/кг только при предшествующем метаболическом ацидозе, передозировке некоторых ЛС (например, ТАД);
- Атропин — по 1 мг в/в струйно каждые 3—5 мин до общей дозы 0,04 мг/кг. Можно вводить через каждые 1—2 мин;
- При отсутствии пульса, но наличии электрической активности (электромеханическая диссоциация, идиовентрикулярные ритмы, желудочковые выскальзывающие ритмы, брадисистолические ритмы, идиовентрикулярные ритмы после фибрилляции);
- Наличие кинеза миокарда при эхоКГ;
- Оценка кровотока методом доплеровского УЗИ (при возможности);
- Каждый последующий этап проводят в случае неэффективности предыдущего;
- При безуспешности вышеуказанных мер в течение 45 мин. следует принять решение о прекращении реанимационных мероприятий.

## Дальнейшая жизнь после остановки сердца
Лечение проходят в реанимационных отделениях. Пациенты выживают, если сердце удаётся запустить в течение 5—6 минут после остановки. При окончании реанимационного периода необходим постоянный мониторинг состояния пациента. Сердечная деятельность и другие функции могут быть нарушены, часто больной нуждается в продолжительной кардиореанимации. Пациенту делается рентгенография, поскольку при оказании помощи при остановке сердца могла повредиться грудная клетка. Кроме того, назначаются биохимические тесты, контролируется диурез и проводятся другие испытания, которые могут выявить развитие опасных осложнений.